# Blies-Guersviller
Blies-Guersviller là một xã trong vùng Grand Est, thuộc tỉnh Moselle, quận Sarreguemines, tổng Sarreguemines-Campagne. Tọa độ địa lý của xã là 49° 08' vĩ độ bắc, 07° 05' kinh độ đông. Blies-Guersviller nằm trên độ cao trung bình là 197 mét trên mực nước biển, có điểm thấp nhất là 197 mét và điểm cao nhất là 287 mét. Xã có diện tích 3,6 km², dân số vào thời điểm 1999 là 661 người; mật độ dân số là 183 người/km².

## Thông tin nhân khẩu
| 1962 | 1968 | 1975 | 1982 | 1990 | 1999 |
| ---- | ---- | ---- | ---- | ---- | ---- |
| 362  | 373  | 313  | 542  | 628  | 661  |